# Mossad
 Der er for få eller ingen kildehenvisninger i denne artikel, hvilket er et problem. Du kan hjælpe ved at angive troværdige kilder til de påstande, som fremføres i artiklen.

Instituttet for Efterretninger og Specielle Operationer (Hebraisk: המוסד למודיעין ולתפקידים מיוחדים, transskription: ha-Mosád le-Modiʿín u-le-Tafkidím Meyuḥadím), eller populært bare kendt som Mossad, er Israels nationale efterretningstjeneste. Det er én af de tre hovedelementer i det israelske efterretningssamfund sammen med Aman (militær efterretning) og Shin Bet (intern sikkerhed).
Mossad er ansvarlig for indsamling af efterretninger, hemmelige operationer og terrorbekæmpelse. Dens direktør refererer direkte, og kun, til den israelske premierminister. Dets årlige budget anslås til at være omkring 10 milliarder Ny Shekel ($2,73 milliarder), og det anslås, at det direkte beskæftiger omkring 7.000 personer, hvilket gør det til et af verdens største spionagebureauer. I modsætning til andre sikkerhedsorganer (såsom de IDF og Aman eller Shin Bet) er dets formål, mål, roller, missioner, beføjelser eller budget ikke blevet defineret ved lov. Mossad kan sidestilles og sammenlignes med den amerikanske efterretningstjeneste CIA, britiske MI6 og det russiske SVR.
Mossad anses for en af de mest effektive og hensynsløse efterretningstjenester i verden. Således har Dr. Ronald Bergman – Mossad-ekspert og forfatter – gengivet, at Mossad gennem årene har skabt sig "selv et ry som en effektiv og hensynsløs efterretningstjeneste med – citat – licens til at dræbe". Af eksempler på storstillet operationer kan nævnes bortførelsen af den tidligere tyske SS-officer Adolf Eichmann (der spillede en stor rolle i Holocaust) fra Argentina til Israel.

## Baggrund
Israel har 4 efterretningstjenester: Aman, LAKAM, Shabak og Mossad, hvoraf Mossad er den mest berømte. Mossad står for "ha-Mossad le-Modiin ule-Tafkedim Meyuhadim", eller "Institutionen for efterretninger og specialopgaver". Selve navnet "Mossad" er hebræisk for institution. Israels regering taler kun sjældent om Mossad, så folket ved ikke så meget om organisationen. Selv Mossads budget er hemmeligholdt. Mossads fokus ligger på de arabiske lande, men det opererer også i ikke-arabiske lande. Dets operationer strækker sig fra Sydamerika, USA og Canada til de tidligere kommunistiske lande. Igennem årene er Mossad blevet udvidet, og det gælder især dets ansvarsområder.
I dag er disse bl.a.:
- Hemmelig indsamling af efterretninger uden for Israels grænser.
- Udvikling og vedligeholdelse af specielle diplomatiske, hemmelige forhold.
- At forhindre fjendtlige lande i udvikling og brug af ukonventionelle våben.
- Forebyggelse af terrorangreb mod israelske mål i udlandet.
- At bringe jøder hjem fra lande, hvor Aliyah-agenturer ikke må operere.
- Planlægning og udførelse af specielle operationer uden for Israels grænser.

Mossads hovedkvarter ligger i Tel Aviv. I slutningen af 80'erne vurderede man Mossads personale til at være mellem 1500 og 2000 medarbejdere, men i dag mener man, at der arbejder omkring 1.200 i organisationen. Mossad er en civil tjeneste og bruger derfor ikke det militære rangsystem, på trods af at de fleste af medarbejderne har tjent i hæren (som en del af værnepligten) og at mange af dem er eller har været officerer. Mossad består af i hvert fald otte afdelinger, som er offentliggjorte.
- Afdelingen for politisk handling og kommunikation udøver politiske aktiviteter og kommunikerer med allierede udenlandske efterretningstjenester og lande, Israel ikke har et normalt diplomatisk forhold til.

- Afdelingen for specielle operationer, også kendt som Metsada, tager sig af meget følsomme operationer som f.eks. sabotage eller snigmord.

- LAP-afdelingen er ansvarlig for psykologisk krigsførelse og propaganda.

- Researchafdelingen er ansvarlig for indhentning af efterretninger. F.eks. sørger den for daglige, ugentlige og månedlige reporter ved vigtige sager. Den er delt op i 15 geografiske underafdelinger og har en speciel afdeling for kernevåben.

- Teknologisk afdeling er ansvarlig for udvikling af avanceret teknologi til brug ved hemmelige Mossad-operationer.

## Mossads oprettelse
Den 29. november 1947 kastede FN's delingsplan for Palæstina landet ud i krig. De første angreb kom fra lokale arabere. Da det britiske mandat officielt sluttede d. 14. maj 1948, og staten Israel blev oprettet, sluttede flere arabiske stater sig til den lokale arabiske befolknings kamp mod jøderne. De angreb med deres hære fra nord, syd og øst. Der havde allerede igennem lang tid eksisteret flere undergrundsorganisationer i det jødiske samfunds kamp mod araberne. De udførte særlige opgaver som f.eks. jødernes "illegale" indvandring og antimandatoperationer. Hagana oprettede en afdeling, der skulle indsamle informationer til Hagana-operationer og sørge for at skaffe informationer til det jødiske samfunds ledere, når de skulle forhandle med de arabiske lande. De kaldte afdelingen "Shai" (forkortelse af "Sherut Yediot", el. "Informationsservice"). Shai blev hurtigt velorganiseret, og var det allerede før staten Israels oprettelse, og dens ledere inkluderede Isser Harel (også kaldet "lille Isser"), der senere både ledte Mossad og SHABAK. Andre organisationer udover Hagana havde deres egne efterretningstjenester, der tjente deres individuelle behov.
De nye efterretningsvæsener
Oprettelsen af Israel og de arabiske hæres fortsatte voldelige angreb dikterede nye behov. Man følte, at det var tid til at skabe en efterretningsbaseret infrastruktur og nogle faste rammer omkring dennes ansvarsområder. Disse behov stod klare. Den 7. juli 1948 tilkaldte Israels daværende premierminister, David Ben Gurion, Reuven Shiloah, en funktionær i Det Jødiske Agenturs politiske afdeling og Isser Beeri (også kaldet "store Isser"), den daværende chef for Shai. Hovedårsagen til dette møde var fastlæggelsen af Israels infrastrukturelle net mht. til efterretningstjenester. Resultatet af mødet blev, at der skulle oprettes en militær informationsservice, der skulle tage sig af censur, sikkerhed og kontraspionage. Den skulle ledes af store Isser. Der skulle desuden oprettes en intern informationsservice (ledet af lille Isser) og en ekstern politisk informationsservice (ledet af Reuven Shiloah). Disse "efterretningstjenester" skulle høre ind under Udenrigsministeriet.
De første uafhængige efterretningstjenester
Men problemerne var ikke løst endnu. Der var stor uenighed om befolkningens ret til overhovedet at kende til disse organisationer. Desuden hørte de stadig ind under Udenrigsministeriet, og det var et problem, da de forskellige tjenester blev ved med at træde hinanden over tæerne. De krydsede hele tiden hinandens territorier. I april 1949 blev den endeligt koordinerende komite dannet. Dens medlemmer bestod bl.a. af SHABAK, der var blevet dannet af Shai, den militære efterretningstjeneste og det israelske politi. I juli 1949 foreslog Shiloah, at man lavede en central institution til organisering og koordinering af sikkerheds- og efterretningstjenester. Målet var at forbedre samarbejdet og koordinationen mellem disse. Den 13. december 1949 autoriserede Ben Gurion oprettelsen af ”Institutionen for efterretning og specialopgaver”, eller bare Mossad. Mossad startede under Udenrigsministeriet, men blev i marts 1951 reorganiseret og givet frie hænder med henblik på at forbedre deres operationelle muligheder. Reuben Shiloah var Mossads første direktør. Mossad brød ud af Udenrigsministeriet og rapporterede nu direkte til premierministeren. 
I 1952 gik Reuben Shiloah på pension og blev udskiftet med Isser Harel. Han tjente som direktør for Mossad indtil 1963. Disse to "grundlæggere" var i høj grad dem, der formede Mossad og tilpassede denne til staten Israels virkelige behov i de tidlige år.

## Direktør af Mossad
- Reuven Shiloah, 1951-1952
- Isser Harel, 1952-1963
- Meir Amit, 1963-1968

- Zvi Zamir, 1968-1974
- Yitzhak Hofi, 1974-1982
- Nahum Admoni, 1982-1990

- Shabtai Shavit, 1990-1996
- Danny Yatom, 1996-1998
- Ephraim Halevy, 1998-2002
- Meir Dagan, 2002-2011
- Tamir Pardo, 2011-2016
- Yossi Cohen, 2016–2021
- David Barnea, 2021–